# Asplenium acrobryum
Asplenium acrobryum är en svartbräkenväxtart som beskrevs av Christ. Asplenium acrobryum ingår i släktet Asplenium och familjen Aspleniaceae. Inga underarter finns listade.